# Spanish Campaign Medal
La Spanish Campaign Medal (en français : Médaille de campagne espagnole) était une médaille de campagne militaire américaine des forces armées des États-Unis qui reconnaissait les hommes de l'armée américaine qui avaient servi pendant la guerre hispano-américaine. Bien qu'il s'agisse d'une décoration unique, il existait deux versions de la Spanish Campaign Medal, l'une pour les hommes de l'armée de terre américaine (US Army) et l'autre pour les forces de la marine (US Navy) et du corps des marines des États-Unis,.
La médaille de l'armée de terre a été conçue par Francis Davis Millet tandis que les médailles de la marine et des marines ont été conçues par Rudolf Freund (1878-1960) de Bailey Banks & Biddle,.
Les premières versions de la Spanish Campaign Medal suspendaient la médaille à un ruban rouge et or, mais ce modèle a été modifié en 1913 à la demande de l'Espagne qui souhaitait que la médaille de service des États-Unis ne porte pas les couleurs de la nation espagnole. Des médailles distinctes existaient pour la Marine et l'Armée de terre. Les récipiendaires du Corps des Marines recevaient la version de la Marine avec le sceau du Corps des Marines des États-Unis au revers de la médaille.
Le seul dispositif autorisé pour la Spanish Campaign Medal était l'étoile de citation (Citation Star) et uniquement pour les récipiendaires de la décoration de l'armée américaine.

## Conception
La médaille a été conçue par Bailey Banks & Biddle et ressemblait à la version marine de la Spanish Campaign Medal (médaille de la campagne d'Espagne), toutes deux représentant la forteresse Morro à l'entrée du port de La Havane.

## Version US Army
La version de l'arméede terre  de la Spanish Campaign Medal a été créée le 12 janvier 1905. Elle était décernée pour le service militaire effectué entre le 11 mai et le 16 août 1898 dans les régions géographiques de Cuba, de Porto Rico ou des îles Philippines. Au 1er juillet 1923, un total de 7 667 médailles avaient été décernées.
Pour les hommes de l'armée de terre qui avaient servi en service actif pendant la guerre hispano-américaine, mais qui n'avaient pas été déployés au combat, une médaille distincte a été créée en 1918, connue sous le nom de Spanish War Service Medal (Médaille de service de la guerre d'Espagne).

## Version US Navy

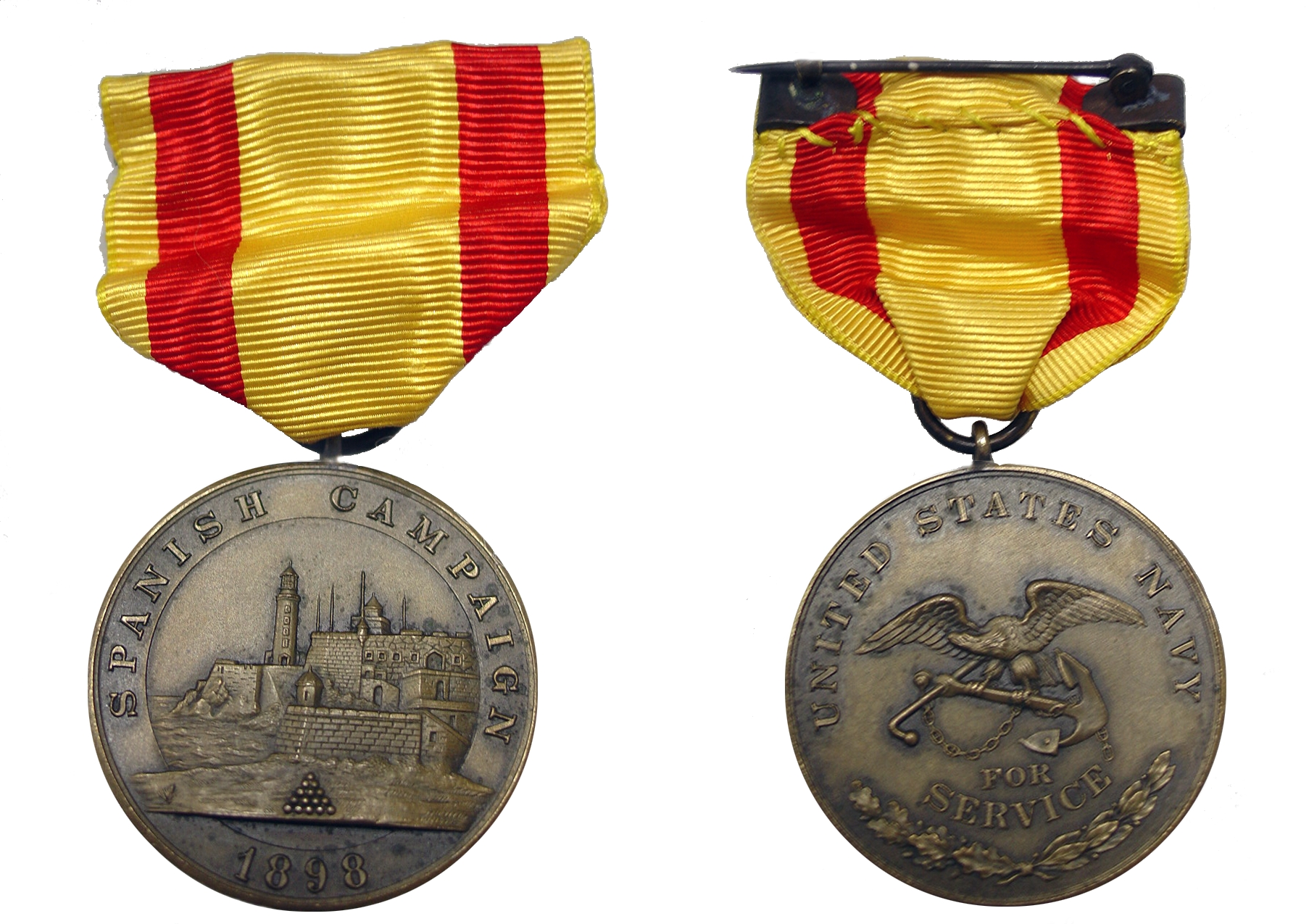
La Spanish Campaign Medal (Navy) avec ruban original

La version marine de la Spanish Campaign Medal a été créée le 27 juin 1908 et décernée à tout homme de la marine ou du corps des Marines ayant servi dans les eaux cubaines, portoricaines ou philippines entre le 21 avril et le 16 août 1898 sur certains navires. Au total, les équipages de 47 navires étaient admissibles à la médaille.
Pour le service dans les Antilles, la Marine a décerné la West Indies Campaign Medal (Médaille de la campagne des Antilles) ainsi que la Sampson Medal (médaille Sampson) qui a été autorisée par une résolution conjointe du Congrès en 1901. En 1913, la Marine a supprimé l'attribution de la West Indies Campaign Medal et a étendu les critères de la Spanish Campaign Medal à tout homme de la Marine ou du Corps des Marines ayant servi en service actif pendant la guerre hispano-américaine. Le ruban a également été modifié, passant du rouge et jaune au bleu et jaune afin de ne pas offenser les couleurs de l'Espagne.

## Source
- (en) Cet article est partiellement ou en totalité issu de l’article de Wikipédia en anglais intitulé « Spanish Campaign Medal » (voir la liste des auteurs).